# Грузія на зимових Олімпійських іграх 2018
Грузія на зимових Олімпійських іграх 2018, що проходили з 9 по 25 лютого 2018 у Пхьончхані (Південна Корея), була представлена 4 спортсменами (трьома чоловіками та однією жінкою) у 3 видах спорту: гірськолижний спорт, фігурне катання, санний спорт. Прапороносцем на церемонії відкриття був фігурист Моріс Квітелашвілі.
Грузія всьоме взяла участь у зимових Олімпійських іграх. Грузинські спортсмени не здобули жодної медалі.

## Спортсмени
| Вид спорту          | Чоловіки | Жінки | Всього |
| ------------------- | -------- | ----- | ------ |
| Гірськолижний спорт | 1        | 1     | 2      |
| Санний спорт        | 1        | 0     | 1      |
| Фігурне катання     | 1        | 0     | 1      |
| Усього              | 3        | 1     | 4      |

## Гірськолижний спорт
| Спортсмен        | Дисципліна                   | Спуск 1      | Спуск 1      | Спуск 2      | Спуск 2      | Разом        | Разом            |
| Спортсмен        | Дисципліна                   | Час          | Місце        | Час          | Місце        | Місце        | Підсумкове місце |
| ---------------- | ---------------------------- | ------------ | ------------ | ------------ | ------------ | ------------ | ---------------- |
| Ясон Абрамашвілі | гігантський слалом, чоловіки | не фінішував | не фінішував | не фінішував | не фінішував | не фінішував | не фінішував     |
| Ясон Абрамашвілі | слалом, чоловіки             | 52.69        | 35           | 55.00        | 29           | 1:47.69      | 28               |
| Ніно Циклаурі    | гігантський слалом, жінки    | 1:20.02      | 51           | 1:16.91      | 46           | 2:36.93      | 46               |
| Ніно Циклаурі    | слалом, жінки                | 55.88        | 43           | 55.74        | 40           | 1:51.62      | 39               |

## Санний спорт
| Спортсмени       | Дисципліна         | Спуск 1 | Спуск 1 | Спуск 2 | Спуск 2 | Спуск 3 | Спуск 3 | Спуск 4 | Спуск 4 | Разом    | Разом |
| Спортсмени       | Дисципліна         | Час     | Місце   | Час     | Місце   | Час     | Місце   | Час     | Місце   | Час      | Місце |
| ---------------- | ------------------ | ------- | ------- | ------- | ------- | ------- | ------- | ------- | ------- | -------- | ----- |
| Георгій Согоіані | одиночки, чоловіки | 49.300  | 30      | 49.151  | 34      | 49.008  | 33      | заступ  | заступ  | 2:27.459 | 32    |

## Фігурне катання
| Спортсмени         | Дисципліна                  | Обов'язкова програма | Обов'язкова програма | Вільна програма | Вільна програма | Разом  | Разом |
| Спортсмени         | Дисципліна                  | Бали                 | Місце                | Бали            | Місце           | Бали   | Місце |
| ------------------ | --------------------------- | -------------------- | -------------------- | --------------- | --------------- | ------ | ----- |
| Моріс Квітелашвілі | одиночні змагання, чоловіки | 76.56                | 22 Q                 | 128.01          | 24              | 204.57 | 24    |